# Markus Tollmann

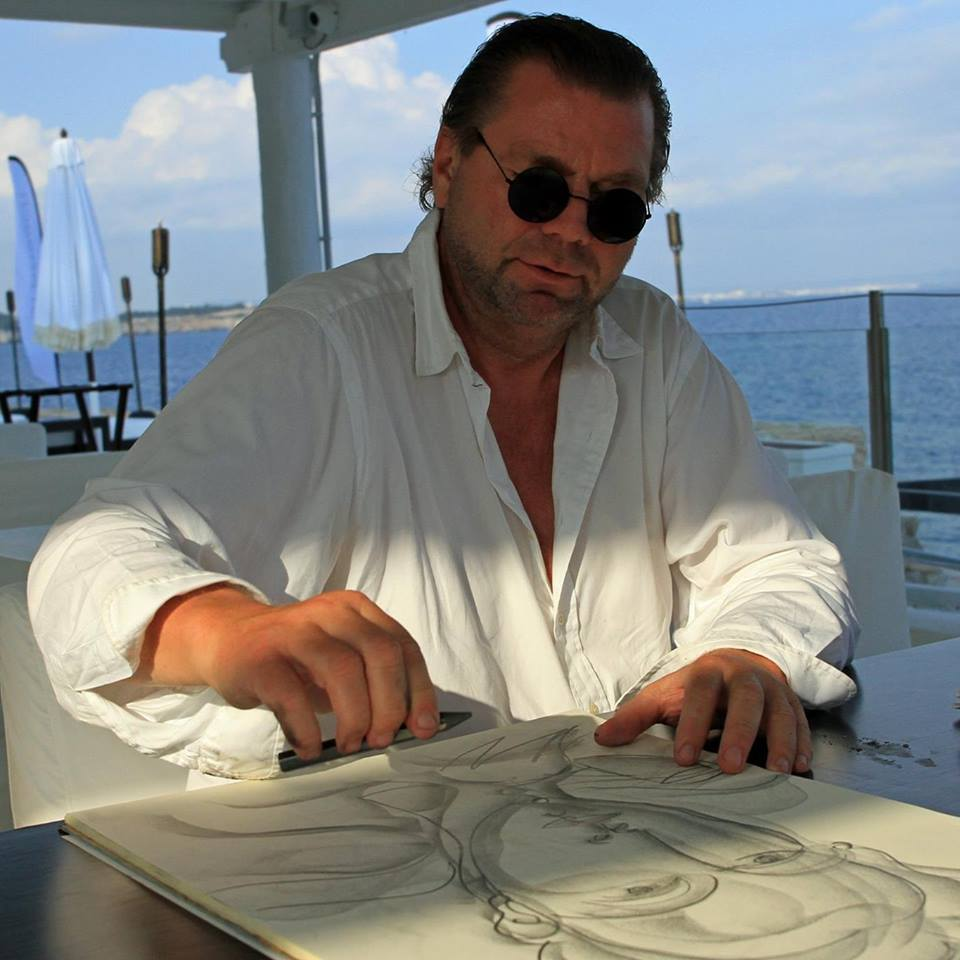
Markus Tollmann, 2016

Markus Tollmann (* 1963 in Gelsenkirchen-Buer) ist ein deutscher Maler, Zeichner und Galerist.

## Leben
Tollmann wuchs in einem künstlerischen und kreativen Umfeld auf. Von seinem Vater, Günter Tollmann erbte er das Talent zum Malen. Zur Gruppe des Vaters gehörte auch Niki de Saint-Phalle. Im Alter von sieben Jahren studierte Markus Tollmann das Werk von Pablo Picasso und malte mit ihm persönlich. Mit neun Jahren wurde Tollmanns erste eigene Ausstellung eröffnet.
Im Alter von 15 Jahren wurde er von Joseph Beuys im Rahmen privater Zeichenstunden unterrichtet. Mit 18 Jahren entstand mit dem britischen Künstler Francis Bacon eine intensive Zusammenarbeit in Bacons Atelier in London. Seine erste eigene Galerie eröffnete er mit 21 Jahren im Jahr 1984 in Bremen.
Sein Sohn David Tollmann (* 1988) ist auch als Maler tätig.

## Ausstellungen (Auswahl)
- 1982 Ausstellung Galerie Ostertor, Bremen
- 1987 Galerie C. Teresa New York / Soho
- 1988 Galerie Wenzel Frankfurt
- 1991 Galerie Königs Forum, Frankfurt
- 1993 Galerie Ott, Düsseldorf
- 1994 Galerie Residence Albert, „Live Art“ Knokke
- 1998 Galerie Sztuki Piastow, Stettin
- 1999 Einzelausstellung National Museum Stettin, Polen
- 2000 Deutsche Bank, Grevenbroich
- 2001 Galerie Mojavari, Köln
- 2002 Ausstellung „Alte Zollhalle“ Düsseldorf
- 2004 Ausstellung in der Versandhalle Grevenbroich[2]
- 2005 Ausstellung Galerie Schönhof, Jade[3]
- 2005 Einzelausstellung Staatliches Russisches Museum, St. Petersburg[4][5]
- 2007 im von Tollmann selbst gegründeten „Museum of Modern Art“, Hamburg[6][7]
- 2007 Galerie Andreas Baumgartl, München[8]
- 2015 Ausstellung Galerie Jugler Hahn, Düsseldorf[9][10]
- 2016 Ahoy Port Gallery (Mallorca)[11]

## Film
- Mitwirkung in Die Wohnmaschine von Nina Kleinschmidt, D 1993, 45 min.[12]